# Бальзінське сільське поселення
Ба́льзінське сільське поселення (рос. Бальзинское сельское поселение) — сільське поселення у складі Дульдургинського району Забайкальського краю Росії.
Адміністративний центр — село Бальзіно.

## Населення
Населення сільського поселення становить 968 осіб (2019; 1031 у 2010, 1043 у 2002).

## Склад
До складу сільського поселення входять:
| Населений пункт   | Населення, осіб (2002) | Населення, осіб (2010) |
| ----------------- | ---------------------- | ---------------------- |
| Бальзіно, село    | 813                    | 829                    |
| Красноярово, село | 230                    | 202                    |